# Canon

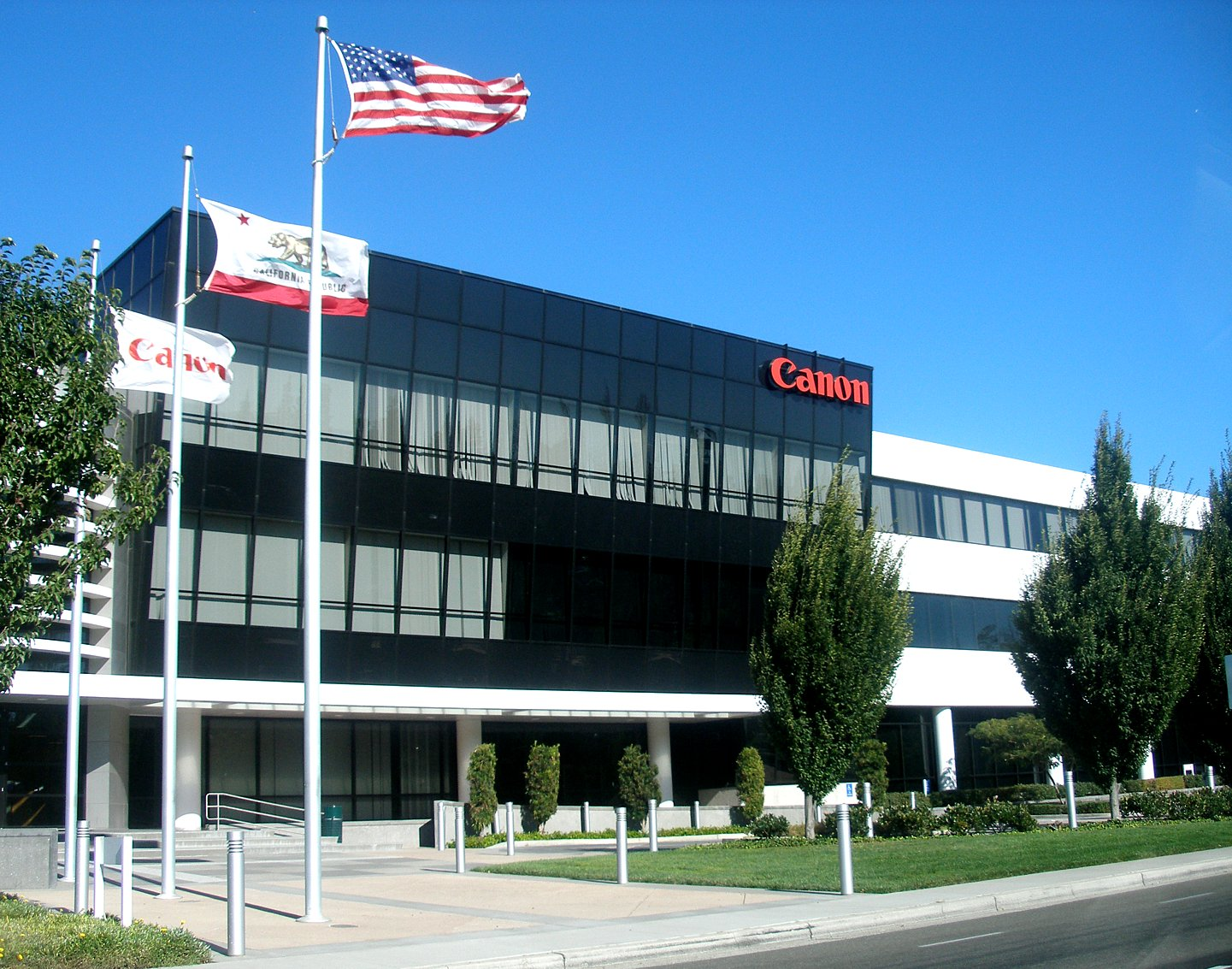
Văn phòng của Canon tại thung lũng Silicon, Mỹ

Canon Inc. (キャノン株式会社 Kyanon Kabushiki Gaisha,  TYO: 7751 , NYSE: CAJ) là một tập đoàn đa quốc gia của Nhật Bản, một công ty trong lĩnh vực sản xuất các sản phẩm về hình ảnh và quang học, bao gồm máy Camera, máy photocopy và máy in. Trụ sở chính của tập đoàn đặt ở Ōta, Tokyo. Trụ sở ở Bắc Mỹ nằm ở Lake Success, New York, Hoa Kỳ.

## Tên gọi
Công ty ban đầu được đặt tên là Seikikōgaku kenkyūshoi (Jpn. 精機光学研究所, Precision Optical Industry Co. Ltd.).,(Công ty TNHH Công nghiệp quang học chính xác). Năm 1934, họ đã sản xuất Kwanon, một nguyên mẫu cho máy ảnh 35 mm đầu tiên của Nhật Bản với màn trập dựa trên mặt phẳng tiêu cự.[4] Năm 1947, tên công ty được đổi thành Canon Camera Co., Inc., [4] được rút ngắn thành Canon Inc. vào năm 1969. Tên Canon xuất phát từ tên của một Bồ tát Quan Âm (観音, Kannon trong tiếng Nhật), trước đây được phiên âm là Kuanyin, Kwannon hoặc Kwanon bằng tiếng Anh.

## Lịch sử
Công ty tiền nhiệm của Canon được thành lập năm 1925 bởi Goro Yoshida và người anh vợ Saburo Uchida. Đặt tên là Precision Optical Instruments Laboratory (phòng thí nghiệm các dụng cụ quang học chính xác, tiếng Nhật: 精機光学研究所, Seiki Kōgaku Kenkyūjo). Nó được tài trợ bởi Takeshi Mitarai, một người bạn thân của Uchida.
- 1925, phòng thí nghiệm dụng cụ quang học đầu tiên của Canon được thành lập ở Roppongi, Minato-ku, Tokyo, để nghiên cứu về những máy ảnh có chất lượng.
- 1934, Kwanon (được đặc theo tên Bồ Tát Quan Thế Âm) chiếc máy ảnh đầu tiên có độ phóng to thu nhỏ 35 mm của Nhật Bản đã được sản xuất theo nguyên mẫu đầu tiên
- 1935, Hansa Canon, máy ảnh tiêu cự thẳng có độ phóng to thu nhỏ 35 mm
- 1937, công Ty TNHH Precision Optical Industry được thành lập
- 1939, quá trình tự sản xuất thấu kính Serenar bắt đầu
- 1940, máy ảnh dùng tia X quang gián tiếp của Nhật Bản được thiết kế
- 1942, quá trình sản xuất cho máy ảnh tiêu cự thẳng trung bình JII được bắt đầu.
- 1946, máy ảnh Canon SII được giới thiệu
- 1947, công ty đổi tên thành Công ty Máy ảnh Canon
- 1949, máy ảnh Canon IIB giành giải nhất trong triển lãm máy ảnh quốc gia tổ chức tại San Francisco
- 1952, máy ảnh Canon IVSb, chiếc máy ảnh đèn chiếu đồng hoá tốc độ và ánh sáng 35mm đầu tiên trên thế giới được giới thiệu.
- 1954, phòng thí nghiệm của Canon và phòng thí nghiệm Nghiên cứu Kỹ thuật và Khoa Học NHK hợp tác để phát triển một loại máy ảnh tivi để chuẩn bị cho truyền hình.
- 1956, máy ảnh Canon 8T, một máy ảnh cho rạp chiếu 8mm, được giới thiệu
- 1957, máy ảnh tĩnh Canon L1 và máy ảnh cho rạp chiếu 8T 8mm trở thành những sản phẩm đầu tiên nhận được giải thưởng Thiết kế Giỏi của Bộ Ngoại thương và Công nghiệp Nhật Bản
- 1958, một loạt ống kính có độ phóng to thu nhỏ dành cho truyền hình được giới thiệu.
- 1959, hợp tác với Công ty Documat của Mỹ, bước vào thị trường khảo sát bằng kính hiển vi.
- 1960, Canon phát triển đầu tĩnh điện để sử dụng cho VTRs

## Các dòng sản phẩm
- Máy ảnh phim
- Máy ảnh số
- Máy ảnh DSLR
- Máy ảnh DSLM (mirrorless)
- Máy quay kỹ thuật số
- Máy fax
- Máy in
  - Máy in laser
  - Máy in phun
- Máy chiếu
- Máy quét
- Máy camera theo dõi qua Internet
- Máy tính (Calculator)

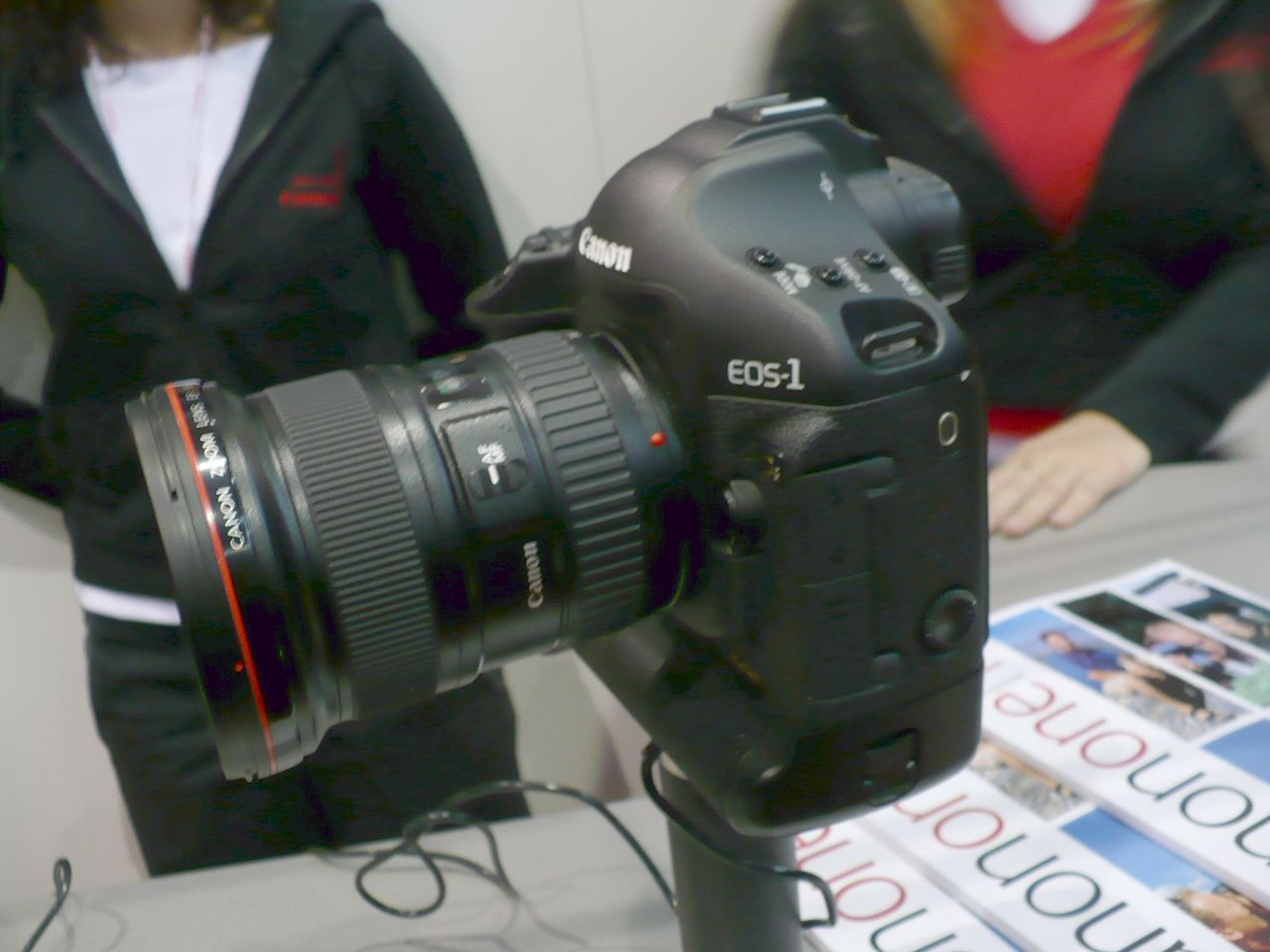
Máy ảnh
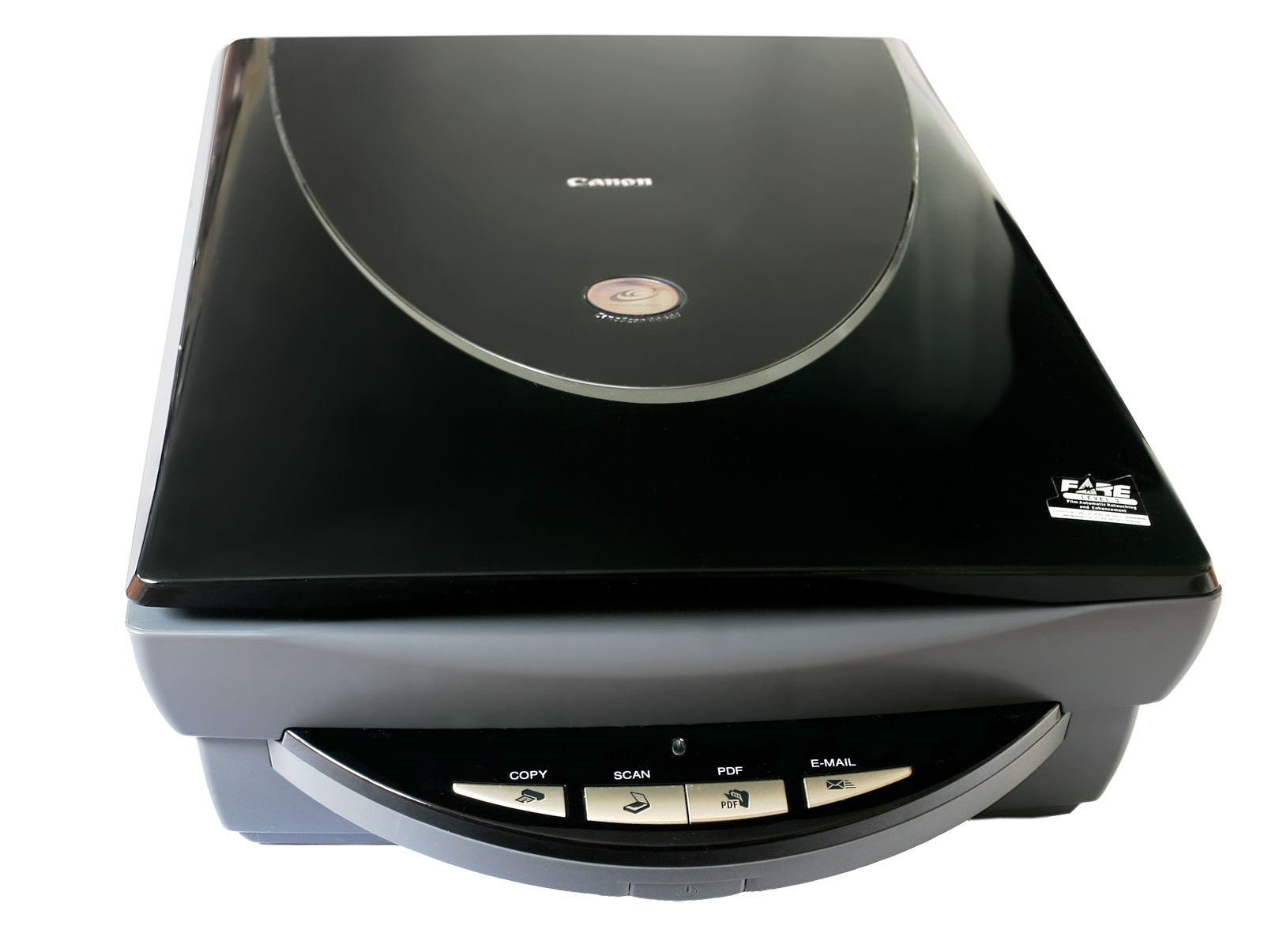
Máy quét
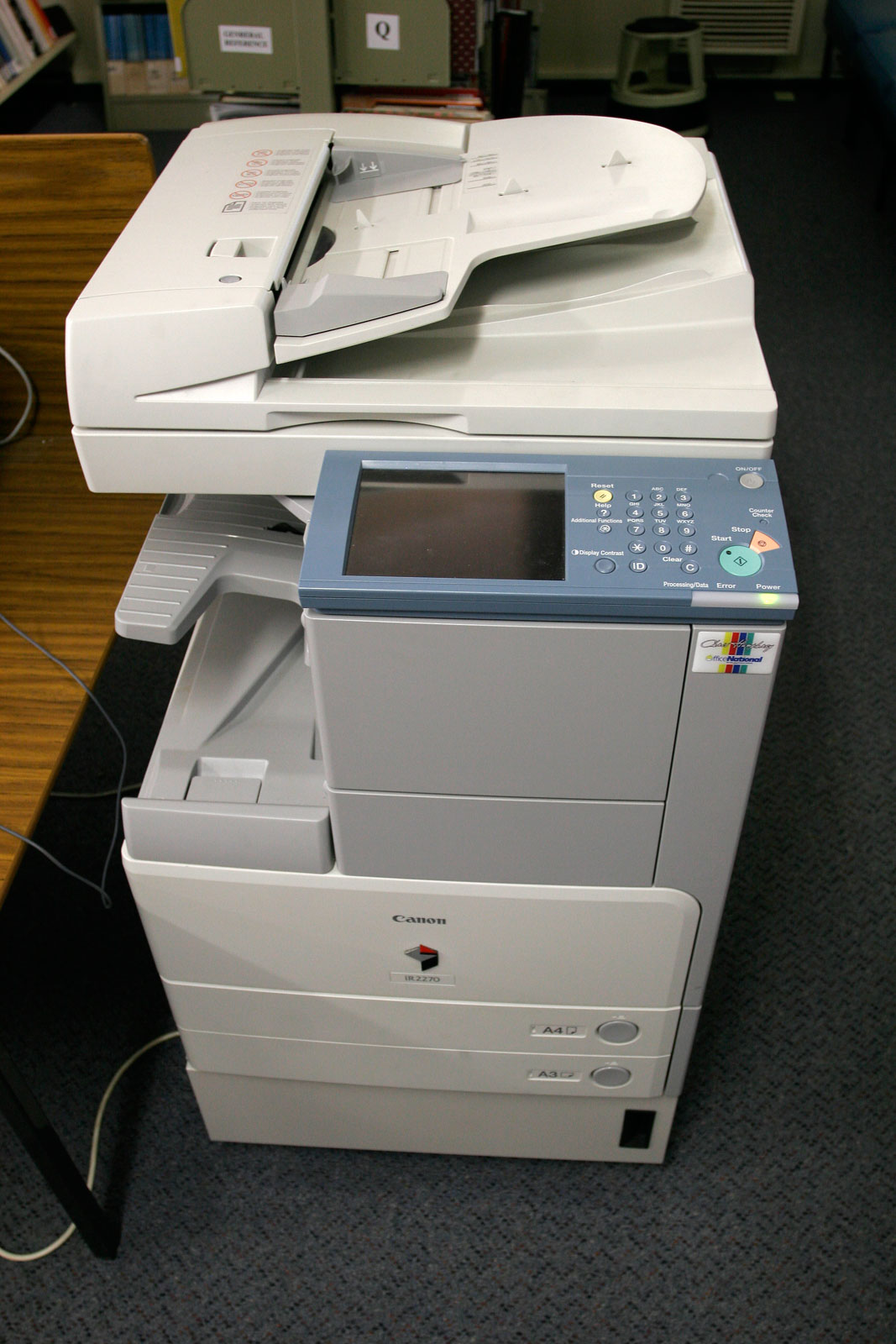
Máy đa chức năng: in, scan, điện thoại, fax, photocopy
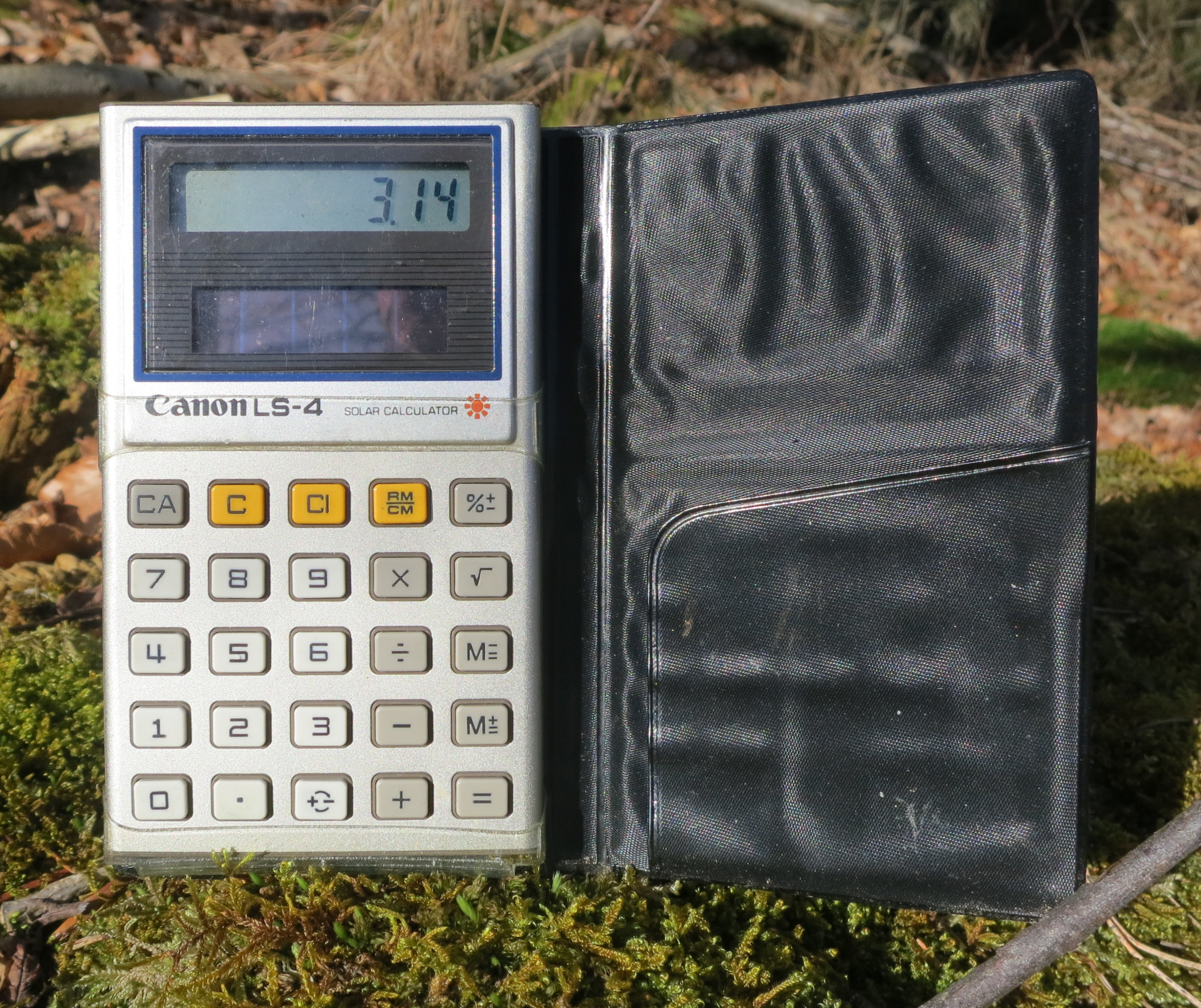
Canon LS-4 máy tính (1982-1983).